# Bataille de Gesté
Guerre de Vendée
La bataille de Gesté se déroula lors de la guerre de Vendée, en 1794

## La bataille

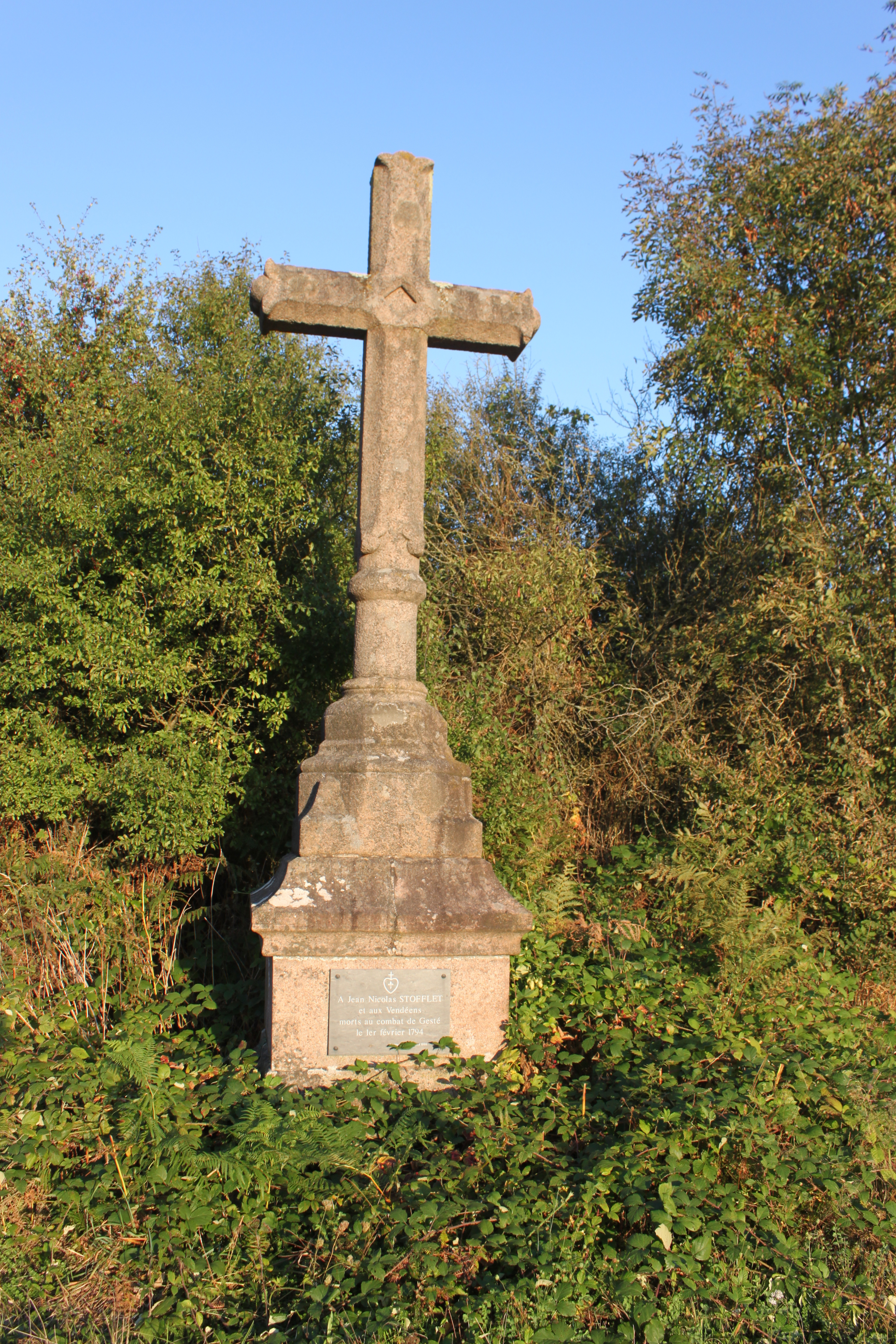
Croix du Petit-Moulin.

Le 1er février 1794, Stofflet, à la tête de 1 000 hommes, attaque la colonne de Joseph Crouzat, venue de Saint-Philbert-en-Mauges à Gesté. Dès le début du combat, le bataillon de la Marne et le 74e régiment d'infanterie de ligne paniquent avant même d'avoir tiré un seul coup de fusil. Les troupes républicaines sont disloquées, Crouzat se replie sur Le Fief-Sauvin, tandis que l'aile gauche, après une contre-attaque infructueuse, prend la fuite en direction du Puiset-Doré. À Montrevault, le général Cordellier, informé de l'attaque, gagne à son tour Gesté mais tombe sur les Vendéens embusqués à la sortie du bourg. Ces derniers ont en outre été renforcés par 800 Bretons du Loroux-Bottereau venus de Maisdon-sur-Sèvre et commandés par le comte de Bruc. Craignant d'être encerclé, Cordellier doit ordonner la retraite. La colonne se replie sur Montrevault, mais un des bataillons, commandé par l'adjudant-général Flavigny, se sauve jusqu'à Nantes où Jean-Baptiste Carrier refuse de le laisser entrer dans la ville. Flavigny, accusé par Cordellier d'avoir provoqué la défaite, est ensuite arrêté et emprisonné.
| « Je te donne avis que la colonne de gauche du général Crouzat, aux ordres du chef de brigade Robiquet, a été attaquée et forcée à la retraite à Geste. Il paraît qu'il a fait sa retraite sur Saint-Philibert où il n'a point rencontré le général Crouzat. Il a protégé la retraite d'un convoi qui le suivait, et une grande partie de sa troupe vient dé rentrer en désordre à Chollet : lui-même est blessé d'une balle à l'épaule. Il a perdu trois ou quatre officiers et une centaine de fusi*liers. Il paraît qu'il a vu de très-près le chef vendéen revêtu de l'habit de général de brigade, et toute sa suite en habits bleus. Tu feras bien d'en prévenir tes postes avancés, afin qu'ils ne se laissent pas tromper par ce déguisement. Demain, j'expédie sur Saumur toutes les femmes, filles, enfans et vieillards réfugiés ici. Je ne garde que ceux qui sont en état de travailler aux abattis. Les subsistances sont trop difficiles à fournir. » — Rapport du général Moulin, le 1er février à Cholet, au général Turreau. |

| « Je n'ai rien de plus pressé, en arrivant au Doré, que de te rendre un fidèle compte de ce qui s'est passé aujourd'hui, tant dans la colonne de Crouzat que dans la mienne. Les chemins difficiles et des obstacles innombrables n'ont pas permis à Crouzat d'arriver à Gesté avant huit heures du matin. L'ennemi, fort bien servi en espions, s'attendait tellement à l'attaque, qu'il a attaqué lui-même la colonne de droite de Crouzat dont partie n'a pas encore rejoint sa colonne, et qu'il présume être allée au fief Sauvin sa seule retraite. Quant à sa colonne de gauche, à laquelle il était attaché, elle a fait son attaque, ainsi qu'il lui était ordonné, à l'ouest de Gesté; mais ayant trouvé une vigoureuse résistance, et après avoir vu la victoire chanceler et s'être battu pendant trois ou quatreheures, Crouzat s'est déterminé à faire sa retraite sur le Doré où je l'ai trouvé. Il m'a rendu compte qu'elle s'était faite en très-bon ordre, maigre' que beaucoup de soldats, qu'il présume n'être qu'égarés, ne soient pas encore rentrés à leurs bataillons. Quant à la colonne que je commande, elle n'est pas non plus restée dans l'inaction. Arrivé dans les Landes qui avoisinent la forêt de Leppo, j'ai mis ma troupe en bataille, afin d'observer les mouvemens de l'ennemi, et d'être à portée de donner des secours à Crouzat en cas de besoin. Ce ne fut qu'environ une heure après m'être formé en bataille et avoir entendu les feux de file et de peloton très suivis qui se faisaient entendre sur ma gauche, que je me déterminai à marcher directement sur Gesté, afin d'inquiéter l'ennemi, même de le prendre à revers en cas qu'il fût poursuivi par Crouzat. En conséquence, j'ai fait partir mon avant-garde sous les ordres de l'adjudant-général Flavigny, et l'ai dirigée sur Gesté, en lui recommandant de ne point s'aventurer dans Gesté sans avoir parfaitement éclairé sa marche. Mes ordres ont été ponctuellement exécutés. Flavigny, n'ayant trouvé qu'une faible résistance, est entré dans le bourg avec son avant-garde; il a poursuivi et mis en déroute, sur la route de Nantes, envirou deux cents brigands. M'étant assuré qu'il n'y avait aucun risque à traverser Gesté pour gagner le Doré, j'ai pris le parti de faire exécuter ce mouvement à ma troupe. J'ai traversé ce bourg à mon aise; mais à peine avais-je eu le temps de la former en bataille, que j'ai été informé que l'ennemi entrait dans Gesté du côté de Beaupreau et de Saint-Philibert. Un bataillon de la Marne, qui formait mon arrière-garde, fut bientôt aux prises. J'envoyai le soixante-quatorzième pour le soutenir, je fis mettre un bataillon en tirailleurs à droite et & gauche de ma troupe, et m'étant aperçu que l'ennemi, qui se trouvait en force, avait le projet de me cerner, je ne balançai pas à ordonner la retraite, avec d'autant plus de raison que mes tirailleurs et les bataillons de première ligne avaient été forcés de se replier sur moi. Mon avant-garde me joignit alors, et je donnai de nouveaux ordres à Flavigny pour protéger, de concert avec la cavalerie, la retraite de la colonne. J'attachai à cette avantgarde, devenue par la force des circonstances notre arrièregarde, le général Jacob; mais malheureusement ce général fut contraint de venir me retrouver, après avoir reçu une balle à la cuisse droite. Je n'en exécutai pas moins ma retraite sur le Doré, où je suis arrivé à huit heures du soir. Je n'ai encore eu jusqu'ici aucune nouvelle ni du bataillon de la Marne, ni du soixantequatorzième régiment que j'avais envoyé à son secours, non . plus que de Flavigny et de sa troupe (i). Les hurlemens affreux de l'ennemi ont porté l'épouvante dans l'âme des soldats, et je crains bien qué beaucoup d'entre eux ne soient tombés sous les coups de ces scélérats qui avaient un avantage inappréciable, celui de connaître parfaitement le terrain. Je présume que le bataillon de la Marne et le soixantequatorzième régiment ont fait leur retraite sur Mpntrevault. Quant à Flavigny, il ne peut que s'être trompé de route à cause de la nuit, et je compte qu'il me rejoindra demain à la pointe du jour. Tu vois, mon cher camarade, que malgré la fatigue et un combat très-vif, je n'ai pas moins exécuté ton ordre de me rendre au Doré ; quant à Crouzat que j'y ai trouvé aussi, la force des circonstances ne lui a point permis de se rendre au fief Sauvin. Je juge l'ennemi au nombre d'environ trois mille hommes dont moitié armés de fusils, et le reste de piques ou bâtons. 11 serait de la plus grande importance de réunir une partie de tes forces de ce côté-ci, afin de détruire ce repaire de brigands. Ma colonne, ainsi que celle de Crouzat, ont presqueépuisé toutes leurs munitions; je vais en faire la demande à Nantes et à Saint-Florent à la fois, et si demain je suis attaqué par une force supérieure, je te prétiens que je me rapprocherai le plus possible de la Loire, même de Nantes, où je compte faire ma retraite en cas de nécessité. (Montrevault.) Je me suis déterminé à faire partir ma troupe à trois heures du matin pour Montrevault où je suis arrivé à la pointe du jour. J'y ai trouvé le soixante-quatorzième ; quant au bataillon de la Marne je ne sais encore ce qu'il est devenu, non plus que mon adjudant-général qui a sous ses ordres près de douze cents hommes. J'attends Flavigny et mon bataillon de la Marne, pour être tranquille. J'oubliais de le dire que la voiture de mon état-major, chargée de mes effets et papiers, ainsi que de l'argenterie qui m'avait été déposée, est tombée au pouvoir des brigands; ce qui me console, c'est qu'ils n'ont pas ma correspondance que j'ai toujours soin de faire porter par mon domestique. » — Rapport du général Cordellier, le 1er février au Doré, au général Turreau. |